# Vykintas

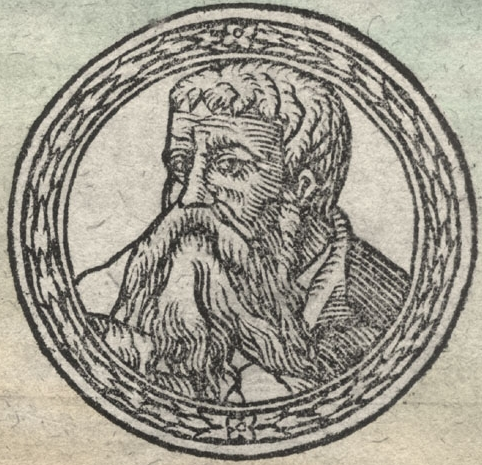
Een 16de-eeuwse afbeelding van Vykintas.

Vykintas (gestorven: ca. 1253) was hertog van Samogitië en hij was een belangrijke concurrent van de latere koning Mindaugas.

## Biografie
In het jaar 1236 leidde hij een leger van Samogitiërs naar de overwinning tijdens de slag bij Saule. Twaalf jaar later werd hij door Mindaugas samen met Tautvilas en Edivydas op veldtocht gestuurd naar Smolensk. Ze slaagden niet in hun opzet waardoor Mindaugas hen uit hun gebieden probeerde te verdrijven. De drie mannen vormden hierop een coalitie tegen Mindaugas. Vykintas wist zijn oude positie met behulp van deze coalitie te veroveren.
In 1250 organiseerde de Lijflandse Orde een paar grote strooptochten. Mindaugas ging een bondgenootschap met hen aan om de opstandige edelen te vernietigen. Toen Vykintas rond 1253 overleed waren er weinig edelen die Mindaugas tegen hielden om koning te worden.